# 富山市環境モデル都市行動計画
『富山市環境モデル都市行動計画』（とやましかんきょうモデルとしこうどうけいかく）は、2008年（平成20年）7月に環境モデル都市に選定されたことを受け、地球温暖化防止に向けたCO2排出量を大幅に削減するための行動計画である。正式名称は「富山市環境モデル都市行動計画～コンパクトシティ戦略による CO2削減計画～」。

## 概要
地球規模の温暖化が進み、その対策が求められる中、国では世界の先例となる「低炭素社会」への転換を進め国際社会を先導していくことが、2008年（平成20年）1月18日第169回国会の福田内閣総理大臣施政方針演説で示された。これを受け、温室効果ガスの大幅な削減など低炭素社会の実現に向け、高い目標を掲げて先駆的な取組にチャレンジする「環境モデル都市」を10か所選定することとなった。
7月22日に、82件の提案の中から、5つの選定基準（1.大幅なCO2削減目標、2.先導性・モデル性、3.地域適応性、4.実現可能性、5.持続性）を満たす6団体（横浜市、北九州市、帯広市、富山市、下川町（北海道）、水俣市）が「環境モデル都市」に選定された。
選定された13都市は、「環境モデル都市アクションプラン」を策定し、次の内容を定め、実施に取り組んだ。
1. 2050年までの長期の温室効果ガスの削減目標と、その中間的な目標としての中期（2030年前後）の削減目標、及びその達成に向けた取り組み方針。
2. 平成21年度以降25年度末までの5年以内に具体化する予定の取り組み内容と温室効果ガスの削減見込み。
3. 提案全体の進捗や定期的な温室効果ガスの排出状況の把握等フォローアップの方法。

富山市は、環境モデル都市に選定されたことを受けて、地球温暖化防止に向けたCO2排出量を大幅に削減するための環境モデル都市アクションプランとして、「富山市環境モデル都市行動計画」を2008年度（平成21年度）に策定した。
また、2013年度（平成26年度）から過去５年間の計画を踏まえた「第2次行動計画」を策定し取り組んだ。さらに、2018年度（令和元年度）から過去５年間の計画を踏まえた「第3次行動計画」を策定し取り組んでいる。

## 第1次（2009年 - 2014年）

### 温室効果ガスの排出実態
- 富山市における温室効果ガス総排出量の95%以上が CO2。
- CO2排出量は、産業、家庭、業務・その他、運輸の4部門合計で３,992,000tと、1990年（平成2年） - 2005年（平成17年）までにCO2排出量が約16%増加しており、全国平均を上回ってい る。
- 排出量の多い部門は産業、運輸であり、増加率が高い部門は家庭、業務・その他の順となっている。

### 温室効果ガス排出量の削減目標

#### 都市の将来像
「公共交通を軸としたコンパクトなまちづくり」

#### 温室効果ガス排出量の削減目標
富山市における全体の CO2排出量を基準年（2005 年（平成17年））比で、2030年（平成42年）年に30%、2050年（平成62年）に50%削減する。
| 基準年             | 2030年（令和12年） | 2050年（令和32年） |
| ------------------ | ------------------ | ------------------ |
| 2005年（平成17年） | 30%削減            | 50%                |

「公共交通を軸としたコンパクトなまちづくり」を基本方針とし、行政・市民・事業者が一体と なって CO2排出量の削減に取り組み、実現するとしている。

### 期待される効果
- 車に頼らずに生活できる社会の実現
- バリアフリー社会の実現
- 都市経営に要するコストの削減

### 方針

#### 公共交通の活性化の推進
1. 公共交通の利便性の向上
2. 公共交通の利用促進・交通行動の転換

#### 中心市街地や公共交通沿線への機能集積の推進
1. 都心及び公共交通沿線居住の推進
2. 都心及び地域拠点の育成

#### コンパクトなまちづくりと一体となったエコライフの推進
1. 低炭素住宅の普及
2. エコライフの普及

#### コンパクトなまちづくりと一体となったエコ企業活動の推進
1. 自動車利用の見直し
2. オフィス等の低炭素化
3. 生産活動における新エネルギーの普及・転換や省エネルギー型施設・設備の導入
4. 農林水産業の振興

## 第2次（2014年 - 2019年）

### 温室効果ガスの排出実態
富山本市の温室効果ガス排出量は、2005年（平成17年） - 2010年（平成22年）の間で7.6%減少している。産業部門からの排出量は17.3%減少しており、内訳をみると、運輸部門は4.8%の減少。家庭部門は1.6%の減少となっている。
富山市の温室効果ガス排出量は、2010年（平成22年）で、3,898,900 tであった。

### 温室効果ガス排出量の削減目標

#### 都市の将来像
「公共交通を軸としたコンパクトなまちづくり」

#### 温室効果ガス排出量の削減目標
富山市における全体のCO2排出量を基準年（2005年（平成17年））比で、2018年（平成30年）に14%、2030年（平成42年）に30%、2050年（平成62年）に50%削減する。
コンパクトなまちづくりと関係の強い運輸・家庭部門の世帯当たりのCO2排出量は基準年 （2005年（平成17））の11t-CO2/世帯 から、2050年（平成62年）に3t- CO2/世帯 に削減する。
| 基準年             | 2018年（平成30年） | 2030年（令和12年） | 2050年（令和32年） |
| ------------------ | ------------------ | ------------------ | ------------------ |
| 2005年（平成17年） | 14%削減            | 30%削減            | 50%                |

「公共交通を軸としたコンパクトなまちづくり」を基本方針とし、行政・市民・事業者が一体となって CO2排出量の削減に取り組み、実現するとしている。

### 期待される効果
- 車に頼らずに生活できる社会の実現
- 環境への関心をきっかけとした地域コミュニティの活性化
- 地域経済の活性化
- 都市経営に要するコストの削減

### 方針

#### 公共交通の活性化の推進
1. 公共交通の利便性の向上
2. 公共交通の利用促進・交通行動の転換

#### 中心市街地や公共交通沿線への機能集積の推進
1. 都心及び公共交通沿線居住の推進
2. 都心及び地域拠点の育成

#### コンパクトなまちづくりと一体となったエコライフの推進
1. 低炭素住宅の普及
2. エコライフの普及

#### コンパクトなまちづくりと一体となったエコ企業活動の推進
1. 自動車利用の見直し
2. オフィス等の低炭素化
3. 生産活動における新エネルギーの普及・転換や省エネルギー型施設・設備の導入
4. 農林水産業の振興

## 第3次（2019年 - 2023年）

### 温室効果ガスの排出実態
富山本市の温室効果ガス排出量は、2005年（平成17年） - 2015年（平成27年）の間で9.4%減少している。産業部門からの排出量は12.7%減少しており、内訳をみると、業務その他部門は9.2%の減少、運輸部門は12.8%の減少。家庭部門は8.5%の減少となっている。
富山市の温室効果ガス排出量は、2015年（平成27年）で、3,831,000 tであった。

### 温室効果ガス排出量の削減目標

#### 2050年のビジョン
「公共交通を軸としたコンパクトなまちづくりによる脱炭素社会の実現」
以前のビジョンから変わった（「による脱炭素社会の実現」が付け加わった）理由は、「パリ協定」を契機に、「低炭素から脱炭素へ」の内外の潮流が強まり、環境先進都市を自負する富山市の責務として、「低炭素から脱炭素へ」の姿勢の強化、脱炭素化に向けた取組みの強化・加速化を図ることが必要と考えたからである。

#### 温室効果ガス排出量の削減目標
富山市における全体の温室効果ガス排出量を基準年（2005年（平成17年））比で、2030年（平成42年）に30%（2013年（平成25年）比 25%）、2050年（令和32年）に80% （2013年（平成25年）比 78%）削減する。
| 基準年             | 2030年（平成42年） | 2050年（令和32年） |
| ------------------ | ------------------ | ------------------ |
| 2005年（平成17年） | 30%削減            | 80%削減            |
| 2013年（平成25年） | 25%削減            | 78%削減            |

なお、本市域内での取組みによる本市域内での温室効果ガス削減量だけでなく、市内に立地する事業者が他地域で実施する取組みや市のコンパクトシティ戦略の国際展開などにより他地域において認められる温室効果ガスの削減効果についても、本計画の削減量として含めることとしている。
「公共交通を軸としたコンパクトなまちづくりによる“脱”炭素社会の実現」を基本方針とし、行政・市民・事業 者が一体となって温室効果ガス排出量の削減に取組むこととしている。
前計画の長期的な削減目標（2005年（平成17年）比50%減）を大幅に上方修正したのは、パリ協定以降の国内外の「低炭素から脱炭素へ」の潮流、2018年（平成30年）6月に富山市がSDGs未来都市に選定されたことなどを受け、バックキャスティング手法を用いて算出したため。

### 法的位置づけ
- 2008年（平成20年）に環境モデル都市に選定され、高い削減目標を達成するためのアクションプラン。
- 「地球温暖化対策の推進に関する法律」（平成10年法律第117号）（以下、温対法という。）第21条第3項に基づく法定計画（地方公共団体実行計画（区域施策編））
- 「気候変動適応法」（平成30年法律第50号）第12条に基づく地域適応計画
- 富山市の地球温暖化対策の総合計画
- 上位計画
  - 「富山市総合計画」
  - 環境政策の基本方針 を示す「富山市環境基本計画」
  - 都市政策の基本方針を示す「富山市都市マスタープラン」
  - 2018（平成30）年度に SDGs未来都市に選定されたことを受けて策定された「富山市SDGs未来都市計画」（平成30年8月）
- 市域全体の温室効果ガスの削減を図るためのための連携
  - 温対法に基づき、市の事務事業に伴う温室効果ガス排出抑制を図るための計画「富山市地球温暖化 対策実行計画（事務事業編）」
  - 各種行政計画

### 期待される効果
- 車に頼らずに生活できる社会の実現
- 地域コミュニティの活性化と持続可能な多世代共創社会の構築
- 地域経済の活性化
- 都市経営に要するコストの削減
- レジリエントな都市形成

### 取組の方針

#### 持続可能な交通ネットワークの構築
1. 公共交通の利便性の向上
2. 公共交通の利用促進・交通行動の転換

#### コンパクトなまちづくりの推進
1. 都心及び公共交通沿線居住の推進
2. 都心及び地域拠点の育成

#### コンパクトなまちづくりと市民生活の一体化の推進
1. 低炭素住宅の普及
2. エコライフの普及

#### コンパクトなまちづくりと企業活動の一体化の推進
1. 市の率先行動
2. エコ企業活動の推進
3. 地域内循環、資源効率性・3Rの推進
4. 農林水産業の振興

#### 気候変動の影響への適応による都市レジリエンスの推進
1. 気候変動に適応した都市レジリエンスの推進
2. 気候変動への適応の啓発と調査研究

#### 持続可能な付加価値を創造し続ける環境づくり
1. セーフ＆環境スマートシティの実現
2. LRTネットワークと自立分散型エネルギーマネジメントの融合によるコンパクトシティの深化
3. 多様なステークホルダーとの連携による都市ブランド力の向上